# Felipillo
Felipillo o Felipe fue un traductor nativo tallán que acompañó a Francisco Pizarro y Diego de Almagro en sus varias expediciones al Perú durante la conquista del Imperio inca. Su nombre real es desconocido.

## Biografía

### Orígenes
Existe una discrepancia entre las crónicas españolas sobre el pueblo de nacimiento de Felipillo. Según algunos, él era oriundo de Tumbes y, según otros, nació en la región de Poechos, por lo tanto de la etnia tallán, pero una versión aislada lo coloca en la isla de Puná. El joven indígena, a la edad de unos quince años, se unió a las filas de Francisco Pizarro con motivo del descubrimiento de Tumbes y siguió al conquistador español a Panamá y posteriormente a España. Así pudo aprender el castellano, aunque superficialmente, y obtuvo el título de intérprete con motivo de la posterior expedición que determinaría la conquista del Imperio inca.
Se podría decir que su conocimiento del idioma español era imperfecto, su dominio del vocabulario quechua, que no era su idioma original, era igualmente aproximado. En el Imperio incaico, el quechua era, de hecho, la lengua oficial, pero su difusión no supuso el dominio absoluto de su uso y muchas veces se limitó a un uso convencional y más bien simplificado. Añádase a esto la existencia de numerosos dialectos en los que se diferenciaba, según el lugar geográfico.

### Intérprete de la conquista
A su regreso al Perú, Felipillo siguió sirviendo como traductor para el español cuando la conquista del país estaba en curso, aunque los historiadores coinciden en que la interpretación proporcionada por Felipillo está lejos de ser fiel, o incluso útil para los conquistadores españoles.
Sin embargo, Felipillo fue elegido para traducir las embajadas enviadas por el Inca Atahualpa e incluso para asistir a Vicente de Valverde durante su famosa entrevista con el soberano inca. Según Miguel de Estete sostiene que el intérprete, en aquella ocasión, era otro, de nombre Martinillo, pero la mayoría de los cronistas presentes en el acto coinciden en identificar a Felipillo como el traductor del fraile dominico. Teniendo en cuenta la elaborada dialéctica de Valverde y sus complicadas referencias teológicas, es lógico dudar de la comprensión del gobernante inca de tales conceptos, a la luz de la traducción aproximada del joven indígena.
Durante el encarcelamiento de Atahualpa, Felipillo se distinguió evidentemente en el ejercicio de sus funciones y actuó como intermediario durante los interrogatorios del soberano cautivo por parte de los españoles. Dice Pedro Cieza de León, quien pocos años después combatió en Perú contra Gonzalo Pizarro, que Felipillo estaba enamorado de una de las esposas de Atahualpa y con traducciones deliberadamente incorrectas colaboró a su ejecución.

#### Traductor de Almagro
Tras la muerte del Inca, Felipillo estaba destinado a acompañar a Diego de Almagro en su expedición a los territorios de Quito y la circunstancia le permitió desplegar su verdadera naturaleza.
Almagro se encontró frente a frente con Pedro de Alvarado, el ambicioso conquistador que, a las órdenes de Hernán Cortés, había colaborado en la conquista de México y que ahora intentaba labrarse un dominio autónomo en el Perú.
El enfrentamiento parecía inminente y Felipillo abandonó a Almagro para tomar partido a las órdenes de Alvarado. En la ocasión convenció a un curaca local para que lo siguiera con todos sus hombres y, según cuenta el historiador de la época Agustín de Zárate, acordó con sus compatriotas que permanecían con Almagro estar dispuestos a cambiar de bando a su señal.
Con su información sobre la escasez de las fuerzas del adelantado trató de incitar a los españoles a un enfrentamiento fratricida, pero las disensiones entre los dos ejércitos terminaron por asentarse y el joven indígena se vio acusado de traición. Almagro lo hubiera querido muerto, pero gracias a la intercesión de Alvarado, Felipillo pudo salvarse. Sin embargo, la misma buena suerte no tocó al curaca que lo había seguido y que fue quemado vivo como advertencia a posibles traidores.

### Expedición a Chile y muerte
Posteriormente, Felipillo logró recomponer sus relaciones con Almagro, a quien había traicionado, y cuando se dirigió a las tierras australes del imperio, a conquistar el territorio llamado Chile, logró seguirlo con el título de intérprete oficial de la compañía.
La expedición pasó por todo tipo de penurias y se vio truncada por la escasez de alimentos y la hostilidad de las tribus locales. La resistencia se hizo más viva cuando los españoles, ya desanimados, decidieron emprender el camino de regreso. El campo carecía de alimentos y los nativos de turno huyeron, dejando a los soldados ibéricos sin guía y sin auxiliares para el transporte de equipajes. El sumo sacerdote Vila Oma que los había acompañado, por orden de Manco Inca, se dio a la fuga, dejando atónitas a las tropas y, finalmente, Felipillo también desapareció repentinamente.
Almagro, que ya albergaba algunas sospechas, envió un destacamento en su persecución y Felipillo fue sorprendido intentando, temerariamente, cruzar un campo de nieve abierto. Sometido a torturas, confesó de malinterpretar a propósito el mensaje de Pizarro a Atahualpa y afirmó que todas las penalidades que habían tenido que soportar se debían a sus instigaciones.
Esta vez el joven intérprete fue ejecutado de inmediato. Su cuerpo fue descuartizado con caballos y cada una de las partes en que estaba dividido fue colgada en diferentes caminos como advertencia a los indígenas alborotadores. La muerte de Felipillo fue defendida por el historiador Juan José Vega.

## Estereotipo sobre Felipillo
En los años posteriores a la conquista se desarrolló una leyenda sobre Felipillo, quien se convirtió en el traidor por excelencia, de manera análoga a como lo es el nombre La Malinche en México, según la cual recaería sobre él toda responsabilidad por la ejecución de Atahualpa.
Sin embargo, los historiadores peruanos modernos, han desmantelado lo que definen como una verdadera falsificación histórica. Las razones que esgrimen consisten sobre todo en la presencia de al menos otros tres intérpretes durante el encarcelamiento del Inca, autónomos y adversos, al menos en el caso de Martinillo. En efecto, parece que la historia de la supuesta traición del joven intérprete no fue detectada por los cronistas presentes en Cajamarca, sino que recién comenzó a circular en el Virreinato, cuando la muerte del Inca avergonzó a sus ejecutores quienes se vieron obligados a defenderse de las acusaciones de injusticia recibidas por la Corona española. Felipillo, en este contexto, se habría convertido en un útil chivo expiatorio sobre el que descargar toda responsabilidad. Cabe señalar que el atento cronista Gonzalo Fernández de Oviedo, a quien debemos el relato detallado de la muerte del intérprete, recogió sus confesiones sobre las traiciones perpetradas en Chile, pero no hizo la menor mención de las atrocidades cometidas en Cajamarca.
El caso de la traición comprobada de Almagro, en Chile, es diferente. Felipillo, en estas situaciones manifiesta toda su hostilidad hacia los españoles a quienes considera invasores de la región. El joven indígena era de nacionalidad tallán y como tal vinculado a la facción de Huáscar, por lo que es bastante natural que mostrara aversión hacia Atahualpa a quien consideraba un tirano. Sin embargo, cuando la muerte del soberano puso frente a él a españoles e incas, la naturaleza de Felipillo lo impulsó a abrazar incondicionalmente la causa de sus compatriotas.